# Лебідь Анатолій Григорович
Анатолій Григорович Лебідь (нар. 8 вересня 1944) — радянський та український футболіст та тренер, виступав на позиції нападника.

## Життєпис
Народився в Херсоні, футбольну кар'єру розпочав у місцевому клубі Класу «Б» «Будівельник», у команді відіграв два сезони. За цей час у чемпіонаті СРСР зіграв 36 матчів та відзначився 13-а голами. У 1965 році захищав кольори чернівецької «Буковини» (5 матчів) та харківського «Авангарду» (14 матчів, 2 голи).
Наступного року приєднався до ворошиловградської «Зорі». У 1966 році допоміг ворошиловградцям виграти зону, а потім у фінальній частині другої групи Класу «А» й здобути путівку до еліти радянського футболу. У 1-й групі Класу «А» дебютував 2 квітня 1967 року в переможному (1:0) домашньому поєдинку 1-о туру проти московського «Спартака». Анатолій вийшов на поле в стартовому складі та відіграв увесь матч. У вищому дивізіоні радянського чемпіонату зіграв 7 матчів, ще 5 поєдинків провів у першості дублерів.
По ходу сезону 1967 року приєднався до кіровоградської «Зірки», в якій відіграв наступні близько року. По ходу сезону 1968 році повернувся до херсонського «Локомотиву», кольори якого захищав до 1974 року. У 1975 році провів один сезон в аматорському колективі «Титан» (Армянськ).
У 1977 році став граючим головним тренером аматорського клубу «Колос» (Скадовськ). По завершенні наступного сезону закінчив кар'єру футболіста й сконцентрувався на тренерській роботі. Очолював скадовський колектив до 1983 року. У 1984 році допомгав тренувати херсонський «Кристал». З 1992 по 1994 рік (з перервою) працював головним тренером херснонської «Таврії».
Його син, Володимир Лебідь, мав досвід виступів у футболці національної збірної Росії.